# روبرت إي. كوك
روبرت إي. كوك (بالإنجليزية: Robert E. Cook)‏ هو محامي وقاضي وسياسي أمريكي، ولد في 19 مايو 1920 في كينت في الولايات المتحدة، وتوفي في 28 نوفمبر 1988 في مقاطعة بورتج في الولايات المتحدة. حزبياً، نشط في الحزب الديمقراطي. وقد انتخب عضو مجلس النواب الأمريكي.